# パルトピアやまぐち
パルトピアやまぐち（「パルトピア山口」とも）は、山口県山口市神田町にある複合施設「防長青年館」の通称。全国に26箇所ある「青年会館」の一つ（他に日本青年館・石川県青年会館など）で、運営は（一財）防長青年館により行われている。
多目的ホール・会議室の他ユースホステル機能を持つ宿泊施設としての位置づけもある。

## ユースホステル
ユースホステル施設は「ユースホステルパルトピアやまぐち」として日本ユースホステル協会に加盟していた。2018年3月末で閉館。
ホステラーはパルトピア内の各施設を利用できる。湯田温泉に近接しているが、館内に温泉施設はない。

## アクセス
- JR山口線湯田温泉駅より徒歩25分 又はタクシー5分。
- JR山陽新幹線新山口駅より防長交通バス「バイパス経由宮野スポーツの森」行きで「総合庁舎前」下車すぐ